# Juvenal Olmos
Pour les articles homonymes, voir Olmos.
Juvenal Mario Olmos Rojas (né le 5 octobre 1962 à Santiago au Chili) est un joueur de football international chilien, qui évoluait au poste de milieu de terrain, avant de devenir entraîneur.

## Biographie

### Carrière de joueur

#### Carrière en sélection
Avec l'équipe du Chili, il dispute 10 matchs (pour 2 buts inscrits) en 1989. Il figure notamment dans le groupe des sélectionnés lors de la Copa América de 1989.
Il participe également aux Jeux olympiques de 1984, jouant 4 matchs lors du tournoi.

## Palmarès

### Palmarès de joueur
Universidad Católica
| - Championnat du Chili (2) : - Champion : 1984 et 1987. - Copa Interamericana (1) : - Vainqueur : 1994. |  | - Coupe du Chili (3) : - Vainqueur : 1983, 1983 (Copa República) et 1995. |

### Palmarès d'entraîneur
| Unión Española - Championnat du Chili D2 (1) : - Champion : 1999. |  | Universidad Católica - Championnat du Chili (1) : - Champion : 2002 (Ouverture). |